# IKAROS

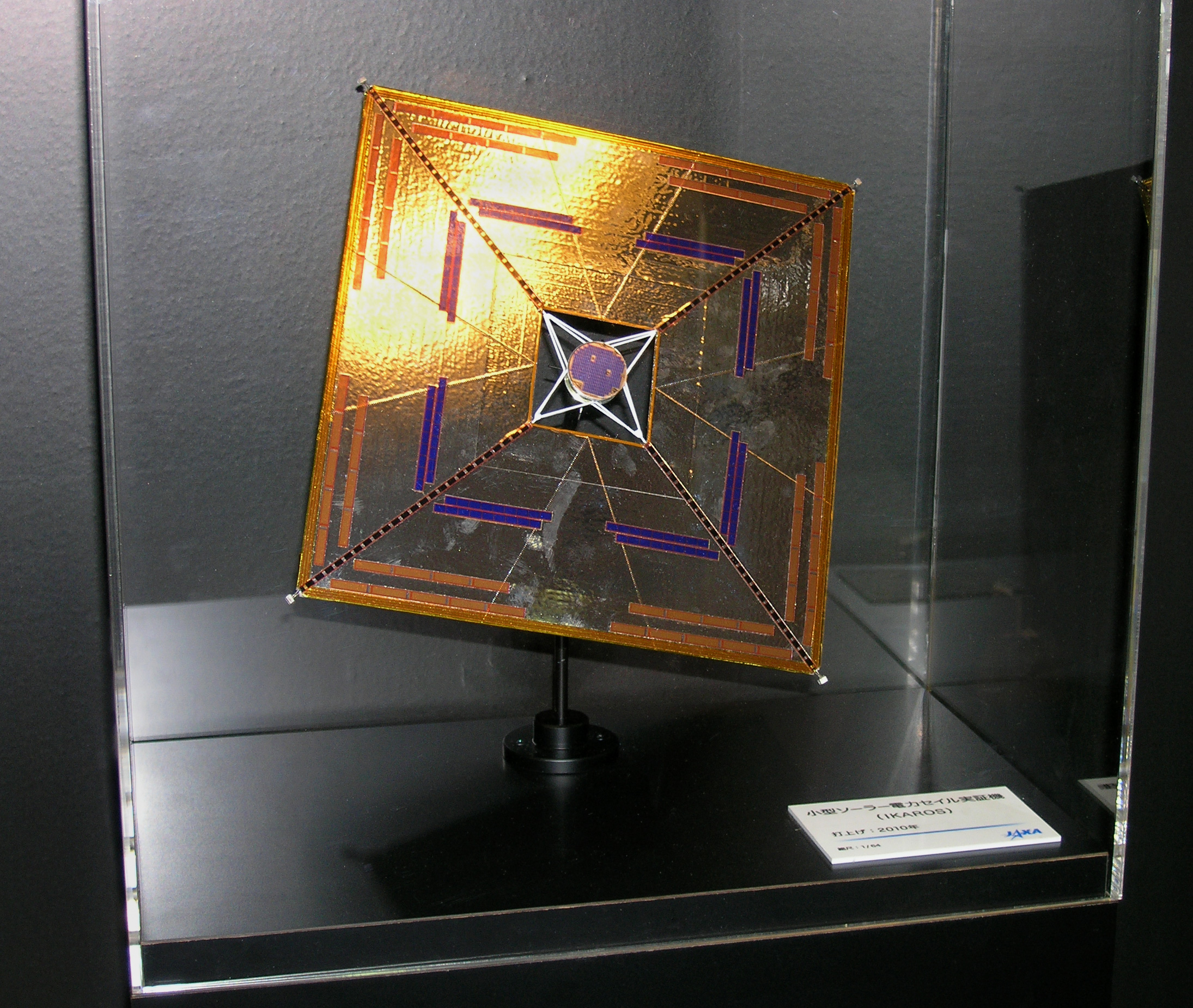
IKAROS

IKAROS는 2010년 5월 21일에 일본우주항공연구개발기구(JAXA)가 발사하고 최초의 우주범선 기술을 주 추진시스템으로 사용한 탐사선이다. 발사 6개월 뒤 금성에 도달하여 3년 뒤에는 태양의 반대편을 탐사하는 임무를 띄고 있으며 이 탐사선에는, 대각선 길이 약 20m, 두께는 단 0.0075mm에 불과한 거대한 마름모꼴 형태의 태양돛이 달려 있다. 2010년 7월 인류 최초로 우주 공간에서 태양 범선을 추진하는 것을 성공시켰다.

## 임무
주 임무는 태양의 반대편을 탐사하는 임무이며, 태양의 반대편에 도달하기 전 들르는 금성도 탐사할 목적으로 개발되었다.
또한 이카로스의 임무가 성공할 경우, 50m 크기의 태양돛을 단 목성 탐사선 프로젝트가 2020년까지 진행될 예정이라고 한다.

## 추진력
세계 최초의 우주범선기술로 제작된 탐사선이며, 주요 추진동력은 대각선 길이 약 20m, 두께는 0.0075mm에 불과한 대형 마름모꼴 태양돛이다. 이 태양돛을 이용하여 태양의 복사압을 추진동력으로 사용한다. 또한 막 위에 덧붙여진 박막 필름 태양전지판을 주 전력 공급원으로 쓰고 역시 막에 내장돼 있는 LCD의 반사율을 조절하여 탐사선의 자세를 조정한다고 알려져 있다.

## 여정
2010년 5월 21일, 이카로스는 로켓에 실려 발사된 후, 수주 뒤에 태양돛을 펼치고 금성을 향해 항해를 시작한다. 절차는 다음과 같다.
- 로켓에서분리된 이카로스가 회전을 시작한다. 회전 속도는 분당 5바퀴.
- 통신장치가 작동되기 시작하며 회전속도가 분당 20바퀴로 상승된다.
- 태양돛이 펼쳐지면서 복사압으로 추진력을 받기 시작하고 태양전지도 작동을 시작한다.
- 복사압을 계속 받음에 따라 우주범선이 가속된다.
- 궤도 수정이 필요할 경우 태양돛을 조작해 방향을 바꾼다.